# Impaled Nazarene
Impaled Nazarene – fiński zespół blackmetalowy, założony w 1990 r. jako jeden z pierwszych zespołów grających ten rodzaj muzyki w Finlandii. Zespół jest kombinacją black metalu z elementami thrash, heavy metalu, a także punk rocka.
Od 2012 roku fiński browar Vakka-Suomen Panimo produkuje sygnowane przez zespół piwo pod nazwą "Goat Brew".

## Muzycy
| Obecny skład zespołu - Mika Luttinen - śpiew (od 1990) - Tomi UG Ullgren - gitara (od 2007) - Mikael Arnkil - gitara basowa (od 2000) - Reima Kellokoski - perkusja (od 1995) Muzycy koncertowi - Mikko Laurila - gitara basowa (1995) |  | Byli członkowie zespołu - Jarno Anttila - gitara (1992-2010) - Tuomo Louhio - gitara (2003-2007) - Alexi Laiho - gitara (1998-2000) - Teemu "Somnium" Raimoranta (zmarły) - gitara (2000-2003) - Taneli Jarva - gitara basowa (1992-1996) - Jani Lehtosaari - gitara basowa (1996-2000) - Kimmo Luttinen (Sir) - perkusja (1990-1995) - Mika Pääkkö - gitara (1990-1992) - Ari Holappa - gitara (1990-1992) - Antti Pihkala - gitara basowa (1990-1991) - Harri Halonen - gitara basowa (1991-1992) |

## Dyskografia
Albumy studyjne
| Tol Cormpt Norz Norz Norz          | - Data: 1 listopada 1992 - Wydawca: Osmose Productions     | —  |
| Ugra-Karma                         | - Data: 1 grudnia 1993 - Wydawca: Osmose Productions       | —  |
| Suomi Finland Perkele              | - Data: 16 października 1994 - Wydawca: Osmose Productions | —  |
| Latex Cult                         | - Data: 29 kwietnia 1996 - Wydawca: Osmose Productions     | —  |
| Rapture                            | - Data: 5 maja 1998 - Wydawca: Osmose Productions          | —  |
| Nihil                              | - Data: 16 czerwca 2000 - Wydawca: Osmose Productions      | —  |
| Absence of War Does Not Mean Peace | - Data: 2001 - Wydawca: Osmose Productions                 | —  |
| All That You Fear                  | - Data: 2003 - Wydawca: Osmose Productions                 | —  |
| Pro Patria Finlandia               | - Data: 22 marca 2006 - Wydawca: Osmose Productions        | 38 |
| Manifest                           | - Data: 24 października 2007 - Wydawca: Osmose Productions | —  |
| Road To The Octagon                | - Data: 20 listopada 2010 - Wydawca: Osmose Productions    | —  |
| Vigorous And Liberating Death      | - Data: 14 kwietnia 2014 - Wydawca: Osmose Productions     | 48 |
| "—" album nie był notowany.        |                                                            |    |

Albumy koncertowe
| 1999: Karmakeddon Warriors                  | - Data: 1996 - Wydawca: Osmose Productions                 | — |
| Death Comes in 26 Carefully Selected Pieces | - Data: 9 maja 2005 - Wydawca: Osmose Productions          | — |
| 1990-2012                                   | - Data: 31 października 2012 - Wydawca: Osmose Productions | 1 |
| "—" album nie był notowany.                 |                                                            |   |

Minialbumy
| Tytuł                 | Dane dot. albumu                                        |
| --------------------- | ------------------------------------------------------- |
| Goat Perversion       | - Data: luty 1992 - Wydawca: Nosferatu                  |
| Enlightenment Process | - Data: 19 listopada 2010 - Wydawca: Osmose Productions |
| Die in Holland        | - Data: 12 grudnia 2013 - Wydawca: Osmose Productions   |

Kompilacje
| Tytuł               | Dane dot. albumu                                        |
| ------------------- | ------------------------------------------------------- |
| Decade of Decadence | - Data: 30 listopada 2000 - Wydawca: Osmose Productions |

Dema
| Tytuł                | Dane dot. albumu                                |
| -------------------- | ----------------------------------------------- |
| Shemhamforash        | - Data: luty 1991 - Wydawca: wydanie własne     |
| Taog Eht Fo Htao Eht | - Data: sierpień 1991 - Wydawca: wydanie własne |

Splity
| Tytuł                             | Dane dot. albumu                             |
| --------------------------------- | -------------------------------------------- |
| Impaled Nazarene / Driller Killer | - Data: 1 sierpnia 2000 - Wydawca: Solardisk |

## Teledyski
| Tytuł                            | Rok  | Reżyseria             | Album                              |
| -------------------------------- | ---- | --------------------- | ---------------------------------- |
| "1999: Karmakeddon Warriors"     | 1995 | —                     | Latex Cult                         |
| "When All Golden Turned To Shit" | 1995 | —                     | Latex Cult                         |
| "Penis Et Circes"                | 1998 | —                     | Rapture                            |
| "Cogito Ergo Sum"                | 2000 | —                     | Nihil                              |
| "Hardboiled And Still Hellbound" | 2001 | —                     | Absence Of War Does Not Mean Peace |
| "Armageddon Death Squad"         | 2003 | Mikael Karlbom        | All That You Fear                  |
| "Enlightenment Process"          | 2010 | Aki Mäki, Aski Tolone | Road To The Octagon                |